# Hissurfing
Hissurfing är en företeelse i hissar där obehöriga personer hoppar ner i hisschakt, står på hisstak och liknande. Hissurfing är förenat med livsfara och har orsakat flera dödsfall.
Hissurfing är en i många länder förbjuden aktivitet som ofta utförs av ungdomar. Det handlar om att befinna sig på taket av en hiss, eller hoppa mellan hissar då möjligheten finns. Man kan krossas mellan hissen och hisschaktets tak, sidor eller botten, bli träffad av hissens motvikt eller falla av och slå ihjäl sig.
Hissurfing förekommer oftast i skyskrapor eller universitet med flera våningar. Oftast används stora byggnader med många hissar jämte varandra.
Många hissurfare smyger sig in i byggnaden en tidig morgon, innan de flesta människor anländer. Då hissurfarna väl är inuti hisschaktet håller de hisskorgen mellan våningarna och öppnar nödluckan. Därefter klättrar de upp på hisskorgens tak, slår igång larmet och försöker få ut personerna i hisskorgen.
En annan metod är att öppna dörrarna på våningen över hisskorgen, och hoppa på därifrån. Dörrarna öppnas antingen med våld, eller med en hissnyckel. Det är enklare att utföra, men är mindre vanligt förutom då ingen annan finns i närheten. Denna metod används ofta då byggnaden är stängd. Det innebär att hissarna mest står stilla, och minskar risken. Vissa hissurfare använder sig av knapparna inuti hisskorgen, andra de knappar som finns ovanpå hisskorgen.

## Uppmärksammade fall
I Toronto uppmärksammades fenomenet mycket i tidningarna Toronto Star och The Globe and Mail i slutet av 2005, då en 18-årig pojke omkom i samband med hissurfing.